# Mus cervicolor
Mus cervicolor là một loài động vật có vú trong họ Chuột, bộ Gặm nhấm. Loài này được Hodgson mô tả năm 1845.
Loài chuột nhắt này được tìm thấy ở Campuchia, Ấn Độ, có thể ở Indonesia, Lào, Myanmar, Nepal, Thái Lan, Việt Nam.